# Mahi Kantha
Mahi Kantha (Kantha = Riba, Mahi = riu Mahi, literalment Riba del Mahi) és una regió de l'Índia, al Gujarat i sota domini britànic a la presidència de Bombai. Estava formada per diversos estats natius, i el 1820 fou constituïda en agència política. Limitava al nord amb els estats de Dungarpur i Mewar (a la Rajputana), al sud-est amb la regió coneguda com a Rewa Kantha (des de 1821 també una agència política); al sud, amb el districte de Kheda o Kaira; i a l'oest amb el districte d'Ahmedabad, l'estat de Baroda i el territori de l'agència de Palanpur.
Vegeu: Agència de Mahi Kantha.